# Erich von Schaumburg
Erich von Holstein-Schaumburg und Sterneberg (* um 1520 in Bückeburg; † 16. Dezember 1563 in Horneburg) war ein jüngerer Bruder von Adolf XIII. (als Adolf III. 1547 bis 1556 Kurfürst und Erzbischof von Köln) und Anton (Erzbischof von Köln 1557 bis 1558). Er war wie diese ein Sohn des Grafen Jobst I. und der Maria von Nassau-Dillenburg. Erich war nicht verheiratet. Er wurde im Jahr 1547 Kanoniker an Sankt Gereon in Köln. (Inv. 5. Mai 1547, resig. 14. März 1559) Zeitgleich wurde dort sein Bruder Anton, der spätere Erzbischof, Propst. Am 23. Mai 1560 erhielt er nach dem Tod seines Bruders Anton als Unterpfand für das ihm zustehende Erbteil die Pfandschaft über das Vest Recklinghausen. Erichs Residenz im Vest Recklinghausen war Schloss Horneburg (heute zur Stadt Datteln gehörig). Dort starb er am 16. Dezember 1563.

## Geschwister
Erich hatte mindestens zehn Geschwister. Unter anderem:
- Otto (* ~1507; † zwischen 25. Juni 1514 und 1517)
- Heinrich (* 1509; † 2. Mai 1529)
- Johann V. (* ca. 1512; † 1560)
- Adolf XIII. (1511–1556), von 1547 bis 1556 als Adolf III. Kurfürst und Erzbischof von Köln
- Otto IV. (* 1517; † 1576)
- Anton (* um 1517; † 1558), von 1557 bis 1558 Kurfürst und Erzbischof von Köln
- Jobst II. (* ca. 1520; † 1581)
- Wilhelm II. († 1580)
- Elisabeth (~1522–1545)
- Cordula (1516–1542)